# 維也納新城
維也納新城（德語：Wiener Neustadt，德語發音：[ˈviːnɐ ˈnɔʏ̯ʃtat] ⓘ）是位於奧地利首都維也納以南，下奧地利州的一個城市。維也納新城是一座法定城市。在第二次世界大戰中，維也納新城遭受了很大的破壞。
1192年，巴本堡王朝奧地利公爵利奥波德五世，得到英格兰国王理查一世的巨额赎金，用于在施坦菲尔德平原东南部建立一座具有强大防御能力的城市。在城市的东南角建起了带有四个塔楼的“城堡”，这里后来成为著名的特蕾西亚军官学校校址。
维也纳新城在15世纪哈布斯堡王朝经历了她的繁盛时期──当时维也纳新城作为皇帝腓特烈三世的首都。
1938年3月，奥地利被第三帝国合并。此后，维也纳新城成为重要的战争军事工业基地。1940年，维也纳新城飞机厂生产的Bf109战机数量占全年该型号飞机生产总量的四分之一。维也纳新城的拉科斯火车头厂不仅生产机车，还于1943年开始装配A-4导弹。由于在軸心國航空工业上占有举足轻重的地位，维也纳新城在二战中遭受了盟军重点轰炸，约5万枚炸弹把这座古老的巴本堡城市化为一片废墟。
1946年维也纳新城市政府的重建号召得到了广大市民的积极响应，并成效显著。1955年，新生的奥地利政府签署《中立宣言》，重获自由，占领国军队从奥地利境内撤离，在战争中遭到严重破坏的城市此时也大部分完成重建。随着城市的蓬勃发展，维也纳新城当之无愧地成为下奥地利州东南部的中心城市。
今天的维也纳新城拥有超过40,000人口，是下奥地利州南部的中心城市，在工业，贸易和技术研发等领域举足轻重。政治中心维也纳新城，同时是重要的铁路、公路交通枢纽，下奥地利州第二大购物城市。此外，维也纳新城还是下奥地利州最大的教育城市和军事驻防城市。

## 名人
- 馬克西米利安一世（1459年3月22日－1519年1月12日），神聖羅馬帝國皇帝，羅馬人民的國王，奧地利大公。
- 約瑟夫·馬蒂亞斯·豪爾（1883年3月19日－1959年9月22日），奧地利作曲家，音樂理論家。
- 米高·漢尼卡（1942年3月23日－），奧地利電影導演。
- 施拉格（1972年9月28日－），乒乓球運動員。